# Aepus
Aepus is een geslacht van kevers uit de familie van de loopkevers (Carabidae). De wetenschappelijke naam van het geslacht is voor het eerst geldig gepubliceerd in 1819 door Leach.

## Soorten
Het geslacht Aepus omvat de volgende soorten:
- Aepus gallaecus Jeannel, 1926
- Aepus gracilicornis Wallaston, 1860
- Aepus marinus (Strom, 1783)